# 乔治·M·马斯登
乔治·M·马斯登（1939年2月25日—）是一位美国历史学家，专攻美国文化与基督教关系史，1995年获古根海姆獎，主要作品有《复兴神学家爱德华兹》（Jonathan Edwards: A Life，获得2004年的班克洛夫特獎与梅尔·柯蒂奖）、《美国大学之魂》（The Soul of the American University: From Protestant Establishment to Established Nonbelief）和《认识美国基要派与福音派》（Understanding fundamentalism and evangelicalism）等。